# 奥村幸大
奥村幸大（日语：／ Okumura Yoshihiro，1983年5月9日—），日本男子游泳运动员。他曾代表日本参加2004年和2008年夏季奥林匹克运动会游泳比赛，其中2004年奥运会获得一枚铜牌。